# Jean-Pierre Prévost
Pour les articles homonymes, voir Prévost.
Jean-Pierre Prévost (né en 1942) est un réalisateur et scénariste français de cinéma et de télévision. Puis il devient commissaire d'expositions et auteur de livres pour la Fondation Catherine Gide.

## Filmographie

### Cinéma
- 1971 : Jupiter (plus scénario)
- 1975 : L'Homme du fleuve (plus scénario)

### Télévision
- 1981 : Faust au village, film TV avec François Marthouret et Fred Personne (diffusé le 20 avril 1981 sur Antenne 2) - Adaptation de la nouvelle de Jean Giono.
- 1981 : Caméra une première - 2 épisodes - série télévisée
- 1981 : La Princesse lointaine (téléfilm) (plus scénario)
- 1984 : La Vie des autres - 2 épisodes - série télévisée
- 1985 : Hôtel de police - 3 épisodes - série télévisée
- 1985 : Maguy série télévisée
- 1986 : Médecins de nuit - 5 épisodes - série télévisée
- 1987 : Marc et Sophie série télévisée
- 1987 : Paire d'as série télévisée
- 1988 : Vivement lundi ! série télévisée
- 1989 : Tribunal - 14 épisodes - série télévisée
- 1990 : Constance et Vicky
- 1990 : Les deux font la loi - 6 épisodes - série télévisée
- 1992 : La Guerre des privés série télévisée
- 1992 : Le Triplé gagnant série télévisée
- 1993 : Hélène et les Garçons - 9 épisodes - série télévisée
- 1993 : Force de frappe - 7 épisodes - série télévisée
- 1995 : Une Petite fille particulière (téléfilm)
- 1996 : Le Prince des imposteurs (téléfilm)
- 1996 : Un siècle d'écrivains documentaire TV André Gide (plus scénario)
- 1996 : Un siècle d'écrivains documentaire TV (René-Guy Cadou) (plus scénario)
- 1998 : Marie Fransson série télévisée
- 2000 : Sydney Fox, l'aventurière - 2 épisodes - série télévisée
- 2001 : Largo Winch - 1 épisode - série télévisée
- 2002 : La Crim' - 15 épisodes - série télévisée
- 2002 : Docteur la mort (sur une enquête de Tristan Mendès France, un documentaire sur le médecin sud-africain Wouter Basson) diffusé sur France 3 le jeudi 31 mai 2001.
- 2004 : Léa Parker - 18 épisodes - série télévisée
- 2008 : Duval et Moretti - 2 épisodes - série télévisée

## Publications
- Un album de famille, Gallimard, 2010 (avec le DVD du film Un petit air de famille)
- André Gide et André Malraux, 30 ans d'amitié, Gallimard, 2012
- Une oasis artistique : Roquebrune Cap-Martin, éditions Orizons, 2013
- L'Esprit de Pontigny avec Pierre Masson, éditions Orizons, 2014
- Gide Saint-John-Perse : une rencontre insolite, éditions Orizons, 2014

## Expositions
- 2010 à 2014 : Expositions à Paris à la mairie du 11e, du 18e, à Ravello (Italie), au Luxembourg, à Bordeaux, Hyères, Uzès, Roquebrune Cap Martin, Aix en Provence Gide et Malraux et Gide Saint John Perse)